# Marle
Marle es una comuna del departamento de Aisne, en la región de Alta Francia, en el norte de Francia.

## Demografía
La evolución del número de habitantes se conoce a través de los censos de población realizados en el municipio desde 1793. Desde 2006, el INSEE publica anualmente las poblaciones legales de los municipios. El censo se basa ahora en una recopilación anual de información, relativa sucesivamente a todos los territorios comunales durante un periodo de cinco años.
En 2019, la población del municipio era de 2264 habitantes.

## Ciudades hermanadas
- Eyemouth, Escocia